# سن ایدزبال
سن ایدزبال (به لاتین: Saint-Idesbald) یک منطقهٔ مسکونی در بلژیک است که در کوکسیژد واقع شده‌است.